# Famille Cziráky
La famille Cziráky de Czirák et Dénesfalva (en hongrois : cziráki és dénesfalvi Cziráky) est  une ancienne famille de la noblesse hongroise.

## Origines
La famille tire son nom du village de Cirák dans le comté de Sopron et remonte à la dynastie des Árpáds. Elle serait issue du clan Vezekény (Vezekény nemzetség). Son premier ancêtre connu est Póka ou Pál, mentionné en 1247 dont l'un des fils prend le nom de Cziráky. Mátyás Cziráky reçoit une donation royale en 1567 en même temps qu'une confirmation par le souverain de leurs anciens domaines familiaux. Mózes Cziráky est élevé en 1620 au titre de baron et László I à celui de comte en 1723. La plupart des membres de la famille vivaient dans les villages de Dénesfalva et de Lovasberény.

## Membres notables
- Mózes Cziráky (hu) (1570-1627), célèbre juriste, Juge en chef (en) (királyi személynök) de la Table royale. Il est gratifié du titre de baron en 1620. Père du suivant.
  - baron Ádám Cziráky (fl. 1647-1662), alispán de Sopron, membre de la Table royale. 
    - baron Mózes II Cziráky, nommé membre du comité d'examen des frontières au parlement de 1687.
      - László I Cziráky, élevé au rang de comte en 1723.
        - comte József Cziráky, conseiller KuK, il fait construire en 1748 l'un 17 ermitages du monastère de Majk (en).
          - comte László II Cziráky († 1776)
            - comte Antal Mózes Cziráky (hu) (1772-1852), avocat, vice-président de la chancellerie de la Cour royale hongroise et véritable conseiller secret (1817), président de l'Université de Pest (1828), Chambellan KuK, Maître du trésor (1825-1827), főispán de Fejér, Grand juge de Hongrie (1828-1839) puis ministre d'État (1838-1848), membre fondateur et directeur de l'Académie hongroise des sciences. Chevalier de l'Eperon d'Or (Aranysarkantyús lovag (hu)) (1792), Grand'croix de l'ordre de Saint-Étienne de Hongrie (1830), chevalier de l'ordre de la Toison d'or (1836). Père du suivant.
              - comte János Cziráky (hu) (1818-1884), docteur en droit, Chambellan KuK, véritable conseiller secret, Maître du trésor, membre et directeur de l'Académie hongroise des sciences, chevalier de la Toison d'or, de l'ordre de Saint-Étienne de Hongrie et de la Couronne de fer, grand'croix de l'ordre de Saint-Grégoire-le-Grand. Père du suivant.
                - comte Béla Cziráky (hu) (1852-1911), grand-maréchal de la Cour (főudvarnagy), főispán, chambellan. Père du suivant.
                  - comte József Cziráky (hu) (1883-1960), avocat, parlementaire, chambellan KuK, főispán de Sopron (1917–1920) puis de Vas (1920–1921), commissaire du gouvernement (kormánybiztos). Chevalier de l'Eperon d'Or (1916).

## Galerie

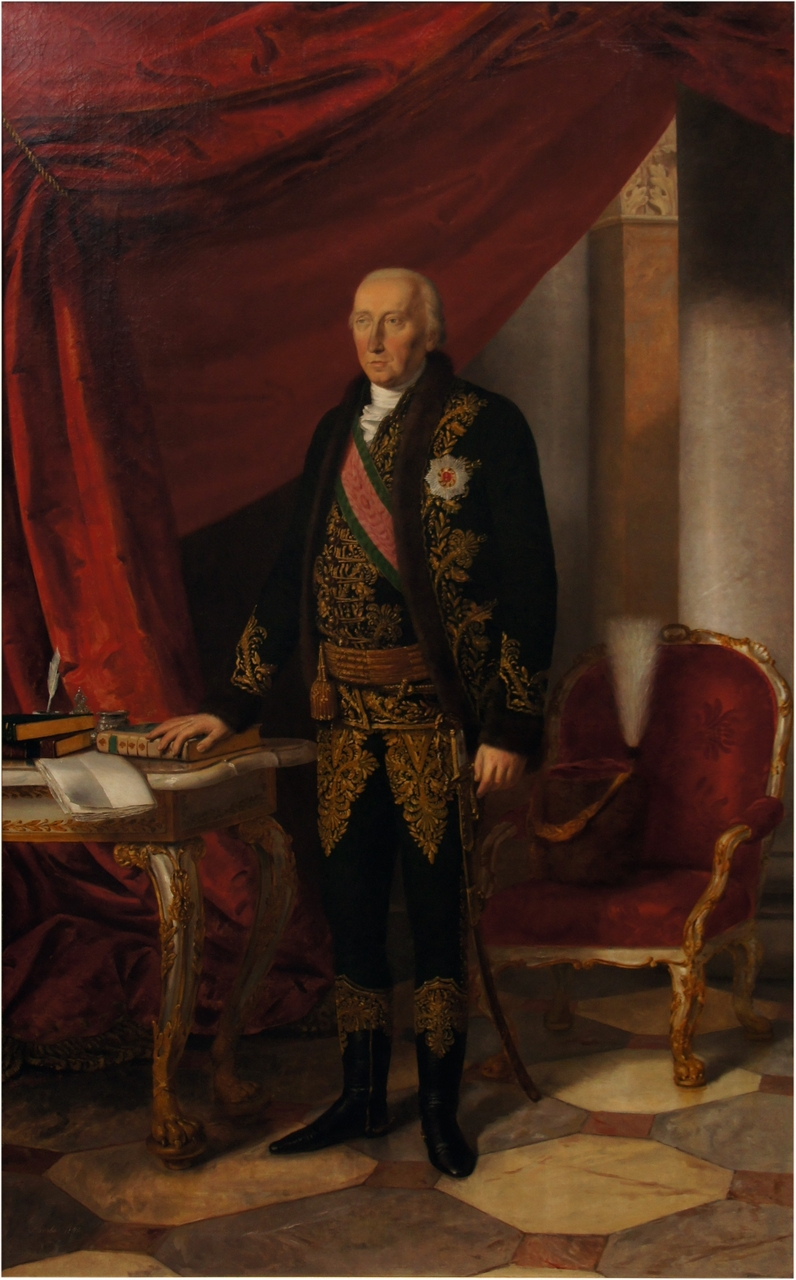
Antal Cziráky par Miklós Barabás
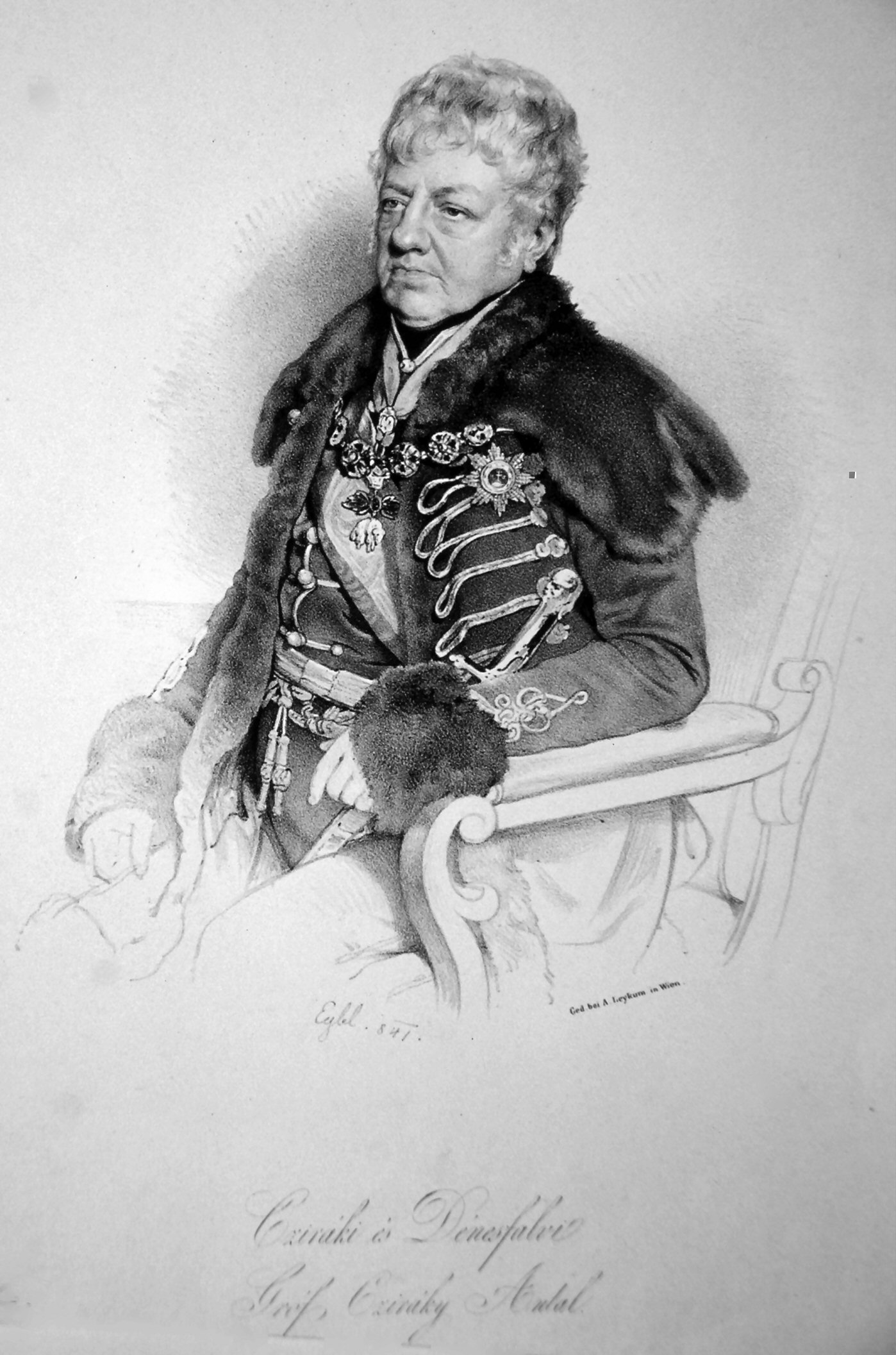
Le même sur une lithograpgie de Franz Eybl (1841)
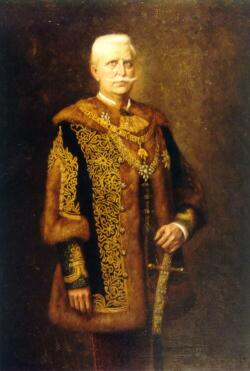
Béla Cziráky par Imre Révész (hu) (avant 1911)
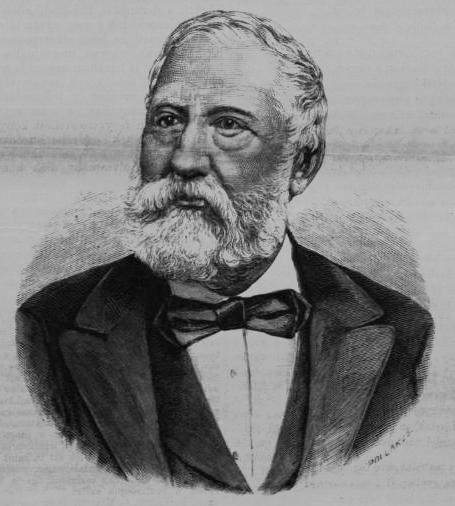
János Cziráky par Pollák Zsigmond (hu) pour le Vasárnapi Ujság (hu) (1884)
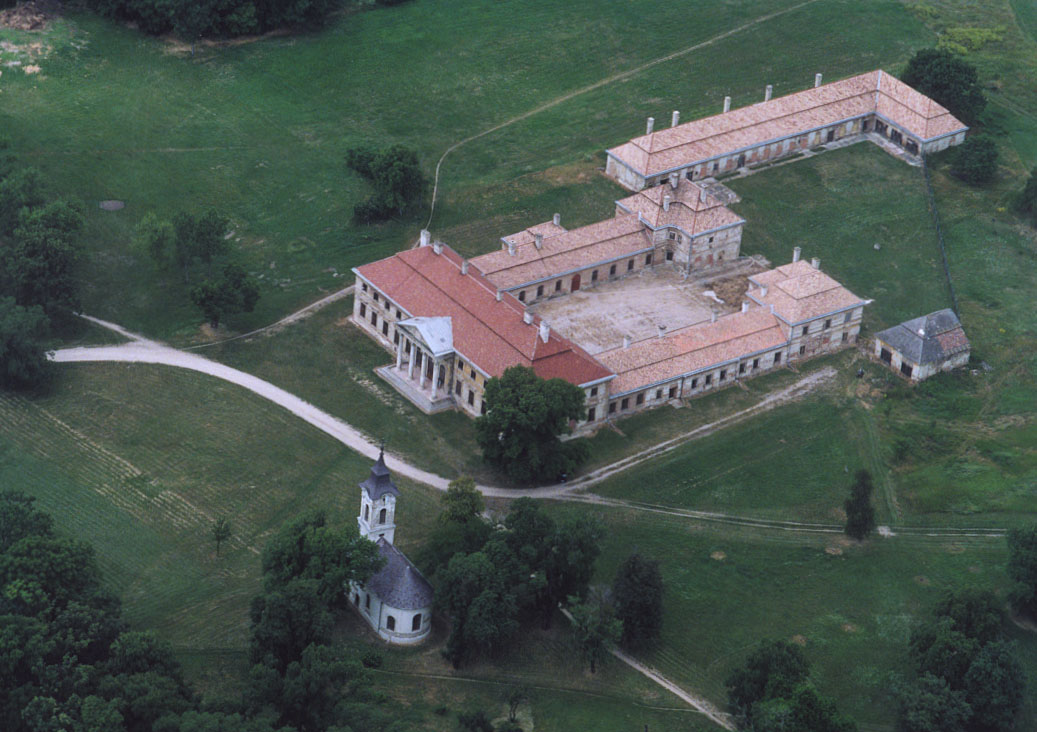
Château Cziráky de Lovasberény
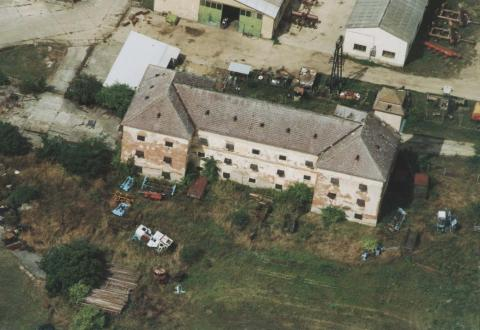
Château Cziráky de Kenyeri
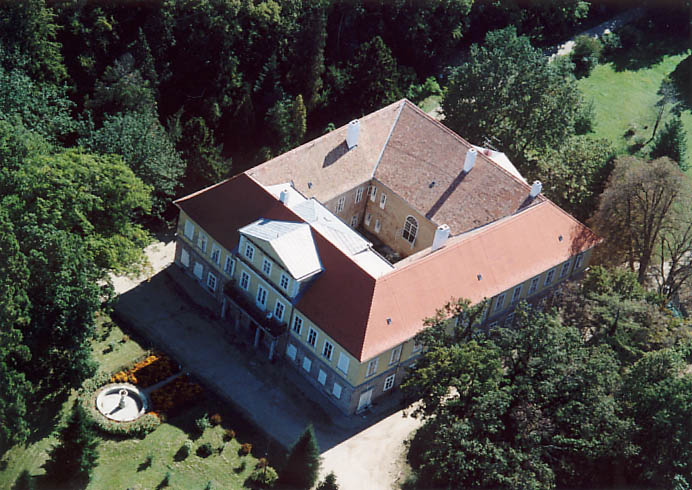
Château Cziráky de Dénesfa
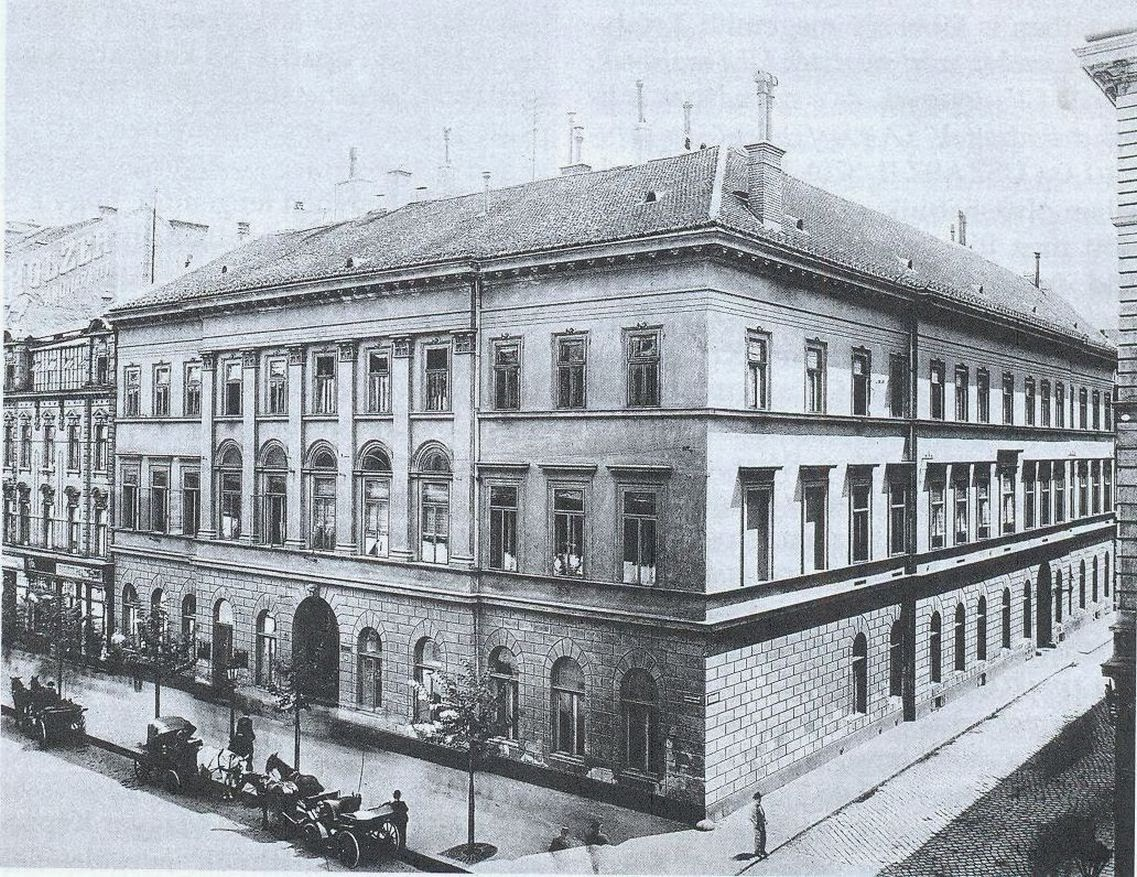
La "Casino National" au sein du palais Cziráky de Budapest

## Pour approfondir